# Dražemanski Veli
Dražemanski Veli je nenaseljeni otočić u hrvatskom dijelu Jadranskog mora.
Njegova površina iznosi 0,123 km². Dužina obalne crte iznosi 1,39 km.